# Nichtbehinderter
Als Menschen ohne Behindertenstatus (veraltend: Nichtbehinderte) gelten alle Menschen, auf die das Attribut „behindert“ im Sinne international gültiger medizinischer oder psychologischer Klassifizierungsschemata (z. B. ICD-10) nicht anwendbar ist. In Deutschland wird der Begriff Behinderung durch § 2 Abs. 1 des Neunten Buchs des Sozialgesetzbuchs (SGB IX) definiert. Demnach gelten Menschen dann als „behindert“, wenn sie „körperliche, seelische, geistige oder Sinnesbeeinträchtigungen haben, die sie in Wechselwirkung mit einstellungs- und umweltbedingten Barrieren an der gleichberechtigten Teilhabe an der Gesellschaft mit hoher Wahrscheinlichkeit länger als sechs Monate hindern können.“ Diese Definition berücksichtigt sowohl das medizinische, als auch das soziale Modell von Behinderung.
Der Duden verzeichnet den Begriff „Nichtbehinderte[r]“ als Substantiv. Die Schreibweisen des Adjektivs nicht behindert und nichtbehindert gelten beide als korrekt.

## Trennung von Menschen mit und ohne Behinderung im deutschen Sozialrecht
Das Bestehen einer Behinderung im Sinne des Medizinischen Modells von Behinderung kann in Deutschland durch Vorlage eines Schwerbehindertenausweises nachgewiesen werden.

## Praxis des Sprechens über „Behinderte/Nichtbehinderte“ bzw. „Menschen mit/ohne Behinderung“
In einer Zeitschrift für Sprachheilpädagogik wurden 1979 systematisch „sprachbehinderte“ mit „nichtbehinderten“ Vorschulkindern verglichen. Mit der letztgenannten Bezeichnung waren alle Kinder gemeint, die nicht der Gruppe der „Sprachbehinderten“ zugerechnet wurden. Die Substantivierung der Eigenschaft, „behindert“ zu sein („Behinderte“), galt 1979 noch nicht als problematisch. Die offizielle Umbenennung von „Werkstätten für Behinderte“ in „Werkstätten für behinderte Menschen“ zum 1. Juli 2001 im SGB IX zeigt allerdings beispielhaft, dass die gesellschaftliche Akzeptanz für derartige Substantivierungen schwindet. Das betrifft auch die Formulierung „Nichtbehinderter“. 
Zwischen Menschen mit und ohne Behinderung wird in verschiedenen gesellschaftlichen Bereichen unterschieden, etwa im Sport, in der Musik, in der Bildung und bei anderen Aktivitäten, die sich an Menschen mit und ohne Behindertenstatus wenden. So werden Sportgeräte wie das Handbike, welches zunächst für Menschen mit Behinderung entwickelt wurde, auch für Menschen ohne Behindertenstatus beworben und von Behindertenverbänden für den gemeinsamen sportlichen Wettkampf von Menschen mit und ohne Behindertenstatus empfohlen.
Im Bildungsbereich spielte das Behinderungsparadigma ab den 1990er Jahren eine wichtige Rolle. Damals wurde die „Integration behinderter Kinder in Regeleinrichtungen des Bildungswesens“ gefordert. Die Integrationspädagogik geht davon aus, dass es „für den Menschen so normal [ist], behindert zu sein, wie es normal ist, nicht behindert zu sein.“
Auch in der Musik und anderen Kulturbereichen spielt das Behinderungsparadigma dann eine Rolle, wenn es um Aktivitäten von Menschen mit und ohne Behindertenstatus geht.

## Vorwurf des Verstoßes gegen das Diskriminierungsverbot
Die von Behinderung Betroffenen bewerteten bereits in den 1990er Jahren den Begriff „Nichtbehinderter“ überwiegend als diskriminierend.

### Legitimität von Nachteilsausgleichen für Menschen mit Behinderung
Da Art. 3 Abs. 3 GG nur eine Benachteiligung von Menschen mit Behinderung verbietet, nicht aber Nachteilsausgleiche für diese Gruppe, kann nicht von einer „Diskriminierung Nichtbehinderter“ gesprochen werden, wenn diesen etwa verboten wird, einen Behindertenparkplatz zu benutzen. 

### Diskriminierender und nicht-diskriminierender Sprachgebrauch
Wörter, die mit dem Präfix „Nicht-“ beginnen, lösen zumeist negative Konnotationen aus: Der „Nichtraucher“ grenzt sich vom stigmatisierten Raucher ab, der Schwimmer hingegen vom stigmatisierten „Nichtschwimmer“; „Nichtbehinderter“ ist eine Analogiebildung zur erstgenannten Variante.
Der Begriff „Behinderter“ wurde im Deutschen zuerst durch den Begriff „behinderter Mensch“, dann – vor allem auf Betreiben des Vereins Mensch zuerst – Netzwerk People First Deutschland – durch „Mensch mit Behinderung“ oder durch Begriffe abgelöst, in denen die Verwendung von Begriffen aus dem Wortfeld gänzlich vermieden wird (Beispiel: „Mensch mit Lernschwierigkeiten“). 
Der Begriff „Nichtbehinderter“ lässt sich nicht auf dieselbe Weise „modernisieren“. Der dafür vorgeschlagene englische Begriff able-bodied hat sich bisher nicht durchgesetzt.

### Behinderung und Krankheit
Die Bezeichnung der Gruppe von Menschen ohne eine klassifizierbare Behinderung als „Gesunde“ (mit der Konnotation, Menschen mit Behinderung seien wegen ihrer Behinderung „krank“) ist problematisch. Sie wird von Anhängern der Behindertenbewegung als diskriminierend angesehen. Denn niemand ist vollständig und permanent „gesund“. Gesundheit wird als ein unerreichbarer Idealzustand angesehen, und die Festlegung der Grenze zwischen Gesundheit und Krankheit ist oftmals umstritten. Abgesehen davon trifft es zwar zu, dass viele Menschen mit Behinderung oft erkranken bzw. chronisch krank sind; trotzdem können auch Menschen mit Behinderung so gesund sein wie Menschen ohne Behindertenstatus. Das trifft insbesondere auf Menschen mit Sinnesbeeinträchtigungen und eingeschränkter Motorik zu.

### Behinderung und „Unnormalität“
Vertreter der inklusiven Pädagogik stehen der Praxis skeptisch gegenüber, im gemeinsamen Schulunterricht von Kindern mit und ohne Beeinträchtigungen für erstere einen sonderpädagogischen Förderbedarf geltend zu machen. Denn dieses Verfahren setze die Markierung des betreffenden Kindes als „Sonderfall“ voraus. Anhänger der Inklusion lehnen die „Zwei-Gruppen-Theorie“ ab, wonach Menschen entweder „behindert“ oder „nichtbehindert“ seien und Behinderung eine Abweichung von der „Normalität“ sei. Stattdessen sprechen sie von der „Normalität von Heterogenität“. Behinderung sei nur ein Spezialfall von Diversität, die positiv bewertet werden müsse.